# Шад-Міларзан
Шад-Міларзан (перс. شادميلرزان) — село в Ірані, у дегестані Хотбех-Сара, у бахші Карґан-Руд, шагрестані Талеш остану Ґілян. За даними перепису 2006 року, його населення становило 201 особу, що проживали у складі 43 сімей.

## Клімат
Середня річна температура становить 11,24°C, середня максимальна – 25,79°C, а середня мінімальна – -3,29°C. Середня річна кількість опадів – 542 мм.
| Клімат поселення                              | Клімат поселення | Клімат поселення | Клімат поселення | Клімат поселення | Клімат поселення | Клімат поселення | Клімат поселення | Клімат поселення | Клімат поселення | Клімат поселення | Клімат поселення | Клімат поселення | Клімат поселення |
| Показник                                      | Січ.             | Лют.             | Бер.             | Квіт.            | Трав.            | Черв.            | Лип.             | Серп.            | Вер.             | Жовт.            | Лист.            | Груд.            |                  |
| Середній максимум, °C                         | 8,06             | 7,22             | 8,78             | 13,93            | 19,36            | 23,60            | 25,79            | 25,34            | 21,07            | 17,40            | 11,70            | 8,39             |                  |
| Середня температура, °C                       | 2,81             | 1,98             | 3,52             | 8,68             | 14,09            | 18,34            | 21,75            | 21,32            | 17,05            | 13,36            | 7,66             | 4,35             |                  |
| Середній мінімум, °C                          | −2,45            | −3,29            | −1,74            | 3,40             | 8,83             | 13,08            | 17,72            | 17,27            | 13,02            | 9,33             | 3,63             | 0,32             |                  |
| Норма опадів, мм                              | 40               | 39               | 57               | 56               | 52               | 29               | 14               | 22               | 49               | 80               | 57               | 47               |                  |
| Середньомісячна швидкість вітру, м/с          | 2.20             | 2.53             | 2.52             | 2.63             | 2.28             | 2.12             | 2.43             | 2.30             | 2.00             | 2.00             | 2.24             | 2.08             |                  |
| Середньомісячна сонячна радіація, кДж/м²·день | 7051             | 9431             | 11676            | 15874            | 19605            | 22175            | 23085            | 19678            | 16154            | 11165            | 8404             | 6545             |                  |
| --------------------------------------------- | ---------------- | ---------------- | ---------------- | ---------------- | ---------------- | ---------------- | ---------------- | ---------------- | ---------------- | ---------------- | ---------------- | ---------------- | ---------------- |
| Джерело:                                      |                  |                  |                  |                  |                  |                  |                  |                  |                  |                  |                  |                  |                  |